# باكستون (فلوريدا)
باكستون (بالإنجليزية: Paxton)‏ هي مدينة أمريكية تقع في ولاية فلوريدا. تبلغ مساحة هذه المدينة 10.3 (كم²)،ويبلغ عدد سكانها 656 نسمة حسب إحصاء سنة 2010 م 656.تشير إحصاءات سنة 2000م بأن الكثافة السكانية في هذه المدينة تقدر بـ(63.7) نسمة/كم2 